# Liste des cuirassés allemands

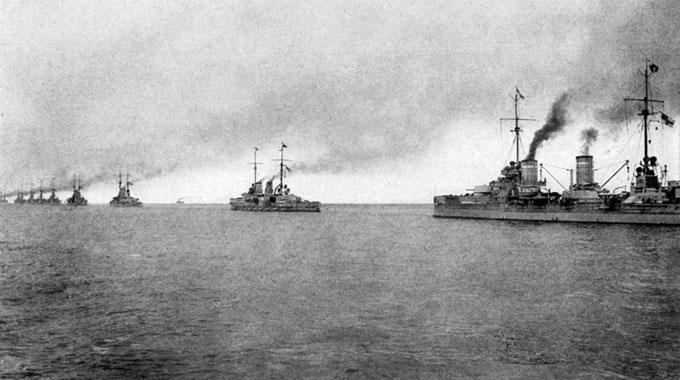
Cuirassés de type Dreadnought de la flotte de haute mer allemande

La marine de guerre allemande - en particulier la Kaiserliche Marine de l'Allemagne impériale et la Kriegsmarine du Troisième Reich - a construit plusieurs séries de cuirassés entre les années 1890 et les années 1940. Elle s'était déjà dotée, par le passé, de bateaux de guerre de moindre importance, tels que des cuirassés à coque en fer, des navires de défense côtière ou des frégates, principalement pour défendre ses côtes du Nord et de la mer Baltique en cas de conflit. Après son accès au trône en 1888, Guillaume II entame un programme de développement intensif de la Kaiserliche Marine, visant à faire de l'Allemagne une grande puissance. La marine fait immédiatement pression pour entreprendre la construction de quatre cuirassés de classe Brandenburg, auxquels viendront s'ajouter cinq navires de classe Kaiser Friedrich III. La nomination en 1897 de l'amiral Alfred von Tirpitz, partisan d'une politique coloniale efficace soutenue par une marine de guerre d'envergure, au poste de secrétaire d'État de la Marine va accélérer la politique militaire navale de l'Allemagne, le Plan Tirpitz prévoyant notamment la construction d'une flotte d'une puissance équivalente à celle de la flotte britannique.
La ratification entre 1898 et 1912 d'une série de cinq lois, connues sous le nom de « Flottengesetze », vont permettre d'augmenter de manière drastique les budgets alloués à la Marine militaire allemande, la dernière de ces lois prévoyant notamment la construction de 41 cuirassés, 25 d'entre eux devant être assignés à la flotte de haute mer. Succèdent alors à la classe Kaiser Friedrich III les classes Wittelsbach, Braunschweig, et Deutschland, qui constitueront la dernière génération de navires allemands de type pré-dreadnought. L'arrivée du HMS Dreadnought britannique en 1906, premier cuirassé dit monocalibre et ancêtre des cuirassés modernes, rend désuets les bâtiments existants et oblige von Tirpitz à changer radicalement sa stratégie navale. Afin de rester dans la course aux armements déclenchée par l'arrivée du Dreadnought, Tirpitz parvient à débloquer des fonds pour la construction de quatre premiers cuirassés de type Dreadnought, de classe Nassau, qui seront mis en service en juin 1907. Suivent quatre cuirassés de classe Helgoland en 1908, quatre cuirassés de classe Kaiser en 1910, quatre cuirassés de classe König en 1912 et quatre cuirassés de classe Bayern entre 1913 et 1915 - Seuls les deux premiers cuirassés de cette dernière classe seront cependant construits. La défaite de l'Allemagne en 1918 entraine le déplacement et l'immobilisation de la majorité de sa flotte de haute mer dans la baie de Scapa Flow en Angleterre. Par peur de la récupération des navires par l'armée britannique, le vice-amiral Ludwig von Reuter, officier en commande de la flotte, donne l’ordre à sa flotte de se saborder le 21er juin 1919. Sur les 10 cuirassés que comportait la flotte présente à Scapa Flow, seul le cuirassé Baden put être sauvé. Il servit ensuite de navire cible par la Royal Navy.
Après la guerre, conformément au Traité de Versailles, le pouvoir militaire de l'Allemagne est sévèrement restreint et sa flotte est limitée à huit cuirassés pré-dreadnought, deux d'entre eux devant demeurer en réserve. Les nouveaux bâtiments subissent eux aussi des restrictions, tant sur leur taille que sur leur armement. L'amiral Erich Raeder, nommé commandant en chef de la Reichsmarine en 1928, adopte une politique militaire prudente vis-à-vis du gouvernement de la République de Weimar. Cependant, l'ascension et l'arrivée au pouvoir dans les années 1930 du leader Adolf Hitler et du Parti nazi change la situation, et permet à Erich Raeder de développer à nouveau la flotte de guerre allemande. La signature du traité naval germano-britannique en 18 juin 1935, qui annule les dispositions du traité de Versailles, autorise le Troisième Reich à rebâtir un arsenal naval d'un tonnage limité de façon permanente à 35 % celui de la Marine britannique. Ainsi, les premiers navires à être construits à la suite de ce traité sont les deux croiseurs cuirassés Scharnhorst et Gneisenau, de classe Scharnhorst, achevés en 1935. Deux nouveaux bâtiments, de type cuirassé et de classe Bismarck, sont projetés l'année suivante. Le Bismarck et le Tirpitz, achevé respectivement en 1940 et en 1941, constituent alors le fleuron de la Kriegsmarine du Troisième Reich. Le Plan Z, plan de rééquipement et d’expansion de la Kriegsmarine voté dès 1935, prévoit le rétablissement intégral de la marine allemande, avec notamment la construction six bâtiments de classe H-39. Le déclenchement de la Seconde Guerre mondiale en 1939 interrompt et annule le calendrier de construction prévu. Les cuirassés Bismarck, Tirpitz et Scharnhorst seront coulés pendant la guerre et Gneisenau est sabordé à Gotenhafen en 1945. Les bâtiments de la classe H ne seront jamais construits.

## Légende des tableaux
| Batterie principale | Type et détail de l'armement principal                     |
| Déplacement         | Déplacement du navire à pleine charge                      |
| Propulsion          | Nombre de turbines, type de propulsion et vitesse maximale |
| Service             | Dates de construction et de fin du navire                  |
| Mis sur cale        | Date de début de construction                              |
| Lancement           | Date de mise en service                                    |

## ClasseBrandenburg

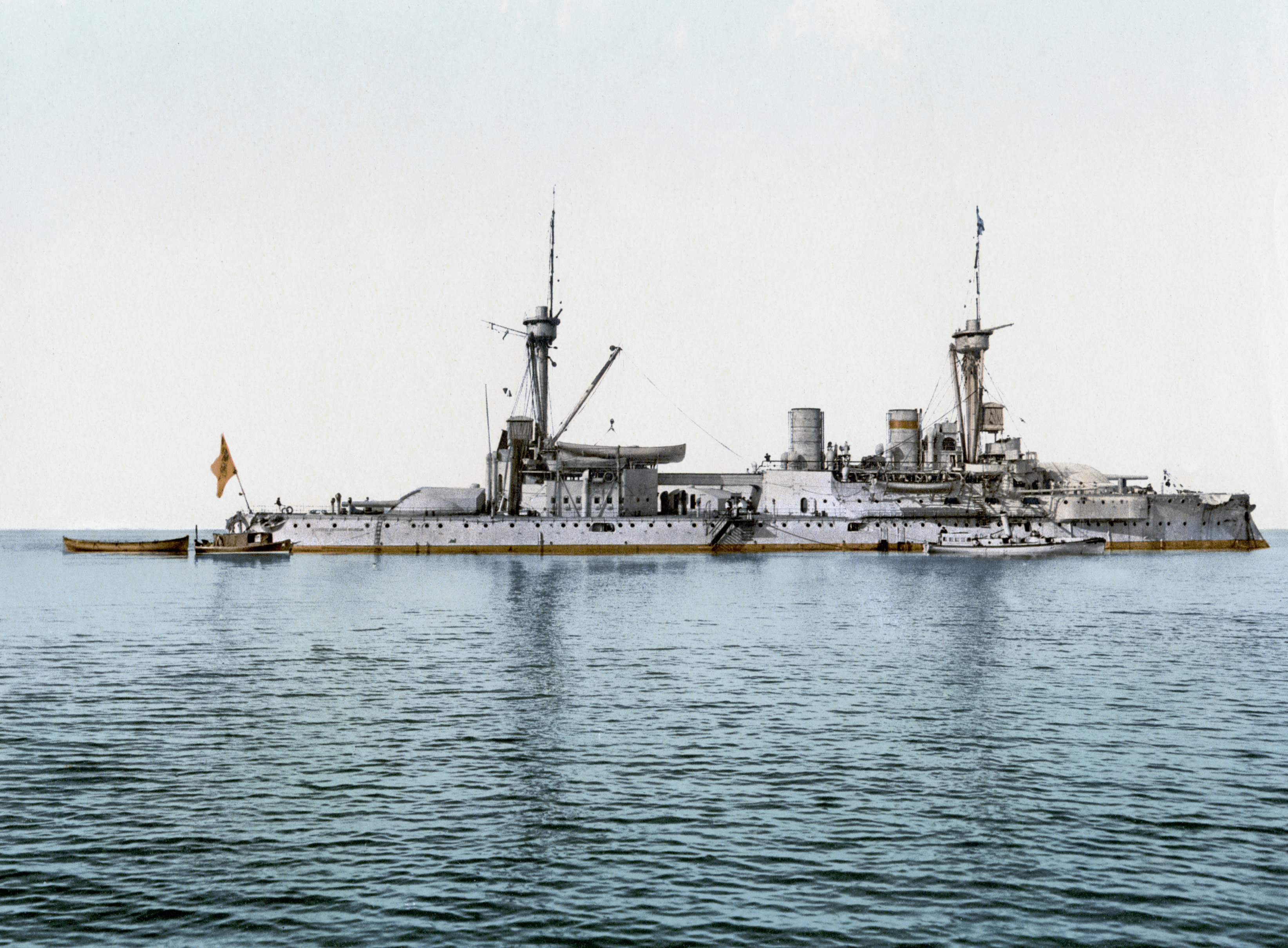
Le SMS Kurfürst Friedrich Wilhelm

Les navires de la classe Brandenburg, premiers cuirassés naviguant en haute mer construits par la Marine allemande, marquent le début de l'expansion navale germanique. L'Allemagne possédait plusieurs bateaux de guerre, principalement des navires de défense côtières et des frégates blindées. Les cuirassés de la classe Brandenburg marquent cependant un tournant, de par leur armement, de six canons à large calibres en lieu et place des quatre que comportaient les navires de guerre classiques, qui deviendront un standard pour les futurs navires de guerre des flottes nationales. La classe comprend quatre bâtiments : Le Brandenburg, le Kurfürst Friedrich Wilhelm, le Weißenburg et le Wörth. Les cuirassés Kurfürst Friedrich Wilhelm et Weißenburg étaient les plus perfectionnés des quatre bâtiments en ce sens que leur blindage était composé d'un acier de meilleure qualité.
Les quatre cuirassés ont chacun, sous le commandement du maréchal Alfred von Waldersee, été mobilisés lors de la révolte des Boxers en Chine entre 1900 et 1901. À leur retour de Chine, de 1901 à 1905, les quatre navires furent immobilisés pour y subir des travaux de modernisation. Les superstructures furent notamment réduites, une seconde tour de contrôle fut ajoutée, et les chaudières à vapeur furent remplacées par des modèles plus récents. Le Kurfürst Friedrich Wilhelm et le Weißenburg sont vendus à l'Empire ottoman en 1910, et respectivement rebaptisés Barbaros Hayreddin et Torgut Reis. Les navires Brandenburg et Wörth sont, quant à eux, retirés de la circulation. Lors du déclenchement de la Première Guerre mondiale, ils sont remis en service comme navire de défense côtière, mais, du fait de leur ancienneté, sont rapidement démobilisés. Ils seront ensuite utilisés comme baraquement jusqu'à la fin de la guerre, et seront démolis en 1920,.
| Nom                            | Batterie principale | Déplacement | Propulsion                                                         | Service      | Service           | Service                                                             |
| Nom                            | Batterie principale | Déplacement | Propulsion                                                         | Mis sur cale | Lancement         | Statut                                                              |
| ------------------------------ | ------------------- | ----------- | ------------------------------------------------------------------ | ------------ | ----------------- | ------------------------------------------------------------------- |
| SMS Brandenburg                | 6 × 280 mm          | 10 670 t    | 2 hélices, machine à vapeur à triple expansion 16,5 kn (30,6 km/h) | 1890         | 19 novembre 1893  | Démoli en 1920 à Danzig                                             |
| SMS Kurfürst Friedrich Wilhelm | 6 × 280 mm          | 10 670 t    | 2 hélices, machine à vapeur à triple expansion 16,5 kn (30,6 km/h) | 1890         | 29 avril 1894     | Vendu à l'Empire ottoman le 12 septembre 1910, coulé le 8 août 1915 |
| SMS Weißenburg                 | 6 × 280 mm          | 10 670 t    | 2 hélices, machine à vapeur à triple expansion 16,5 kn (30,6 km/h) | 1890         | 14 octobre 1894   | Vendu à l'Empire ottoman le 12 septembre 1910, démoli en 1956–57    |
| SMS Wörth                      | 6 × 280 mm          | 10 670 t    | 2 hélices, machine à vapeur à triple expansion 16,5 kn (30,6 km/h) | 1890         | 31er octobre 1893 | Démoli en 1920 à Danzig                                             |

## ClasseKaiser Friedrich III

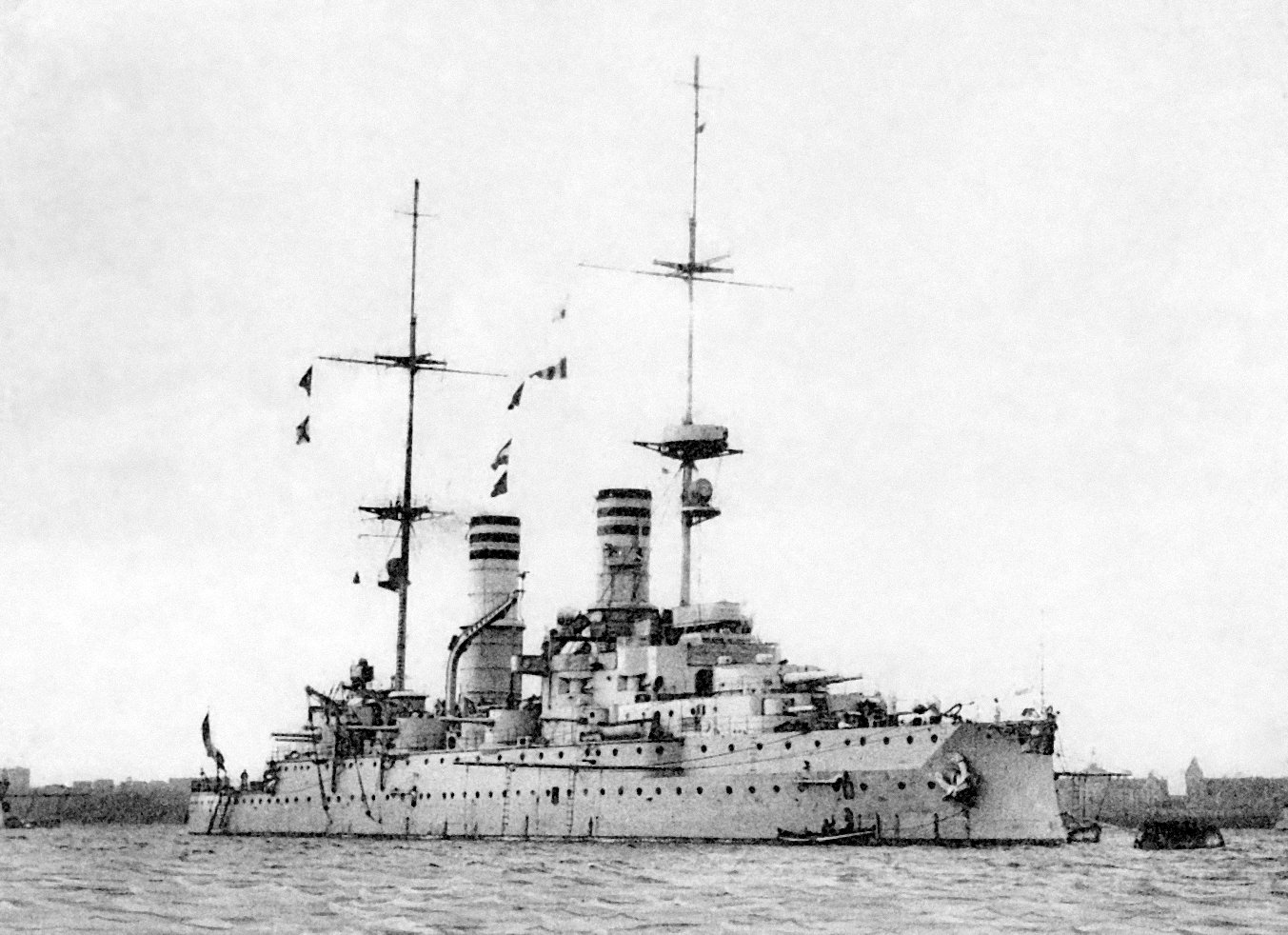
Le SMS Kaiser Barbarossa

Les cinq cuirassés de la classe Kaiser Friedrich III définissent les bases des futures classes de cuirassés de type pré-dreadnought construits par l'Allemagne : Emportant une artillerie principale de quatre canons de calibre inférieur à leurs contemporains, mais équipés d'une batterie secondaire beaucoup plus importante et puissante, cette configuration tend à privilégier la théorie du « déluge de feu », consistant par des armes à tir rapide à distraire les canonniers ennemis et endommager la superstructure, plutôt que de percer son blindage par de gros canons lourds. Cette classe marque également la propulsion des cuirassés par trois hélices, contrairement aux deux hélices de la classe précédente, les Brandenburgs. Le SMS Kaiser Friedrich III est mis sur cale en mars 1895, suivi par le Kaiser Wilhelm II en octobre 1896, le Kaiser Wilhelm der Große en 1898, le Kaiser Barbarossa en août de la même année et le Kaiser Karl der Große un mois plus tard. Tous sont baptisés du nom d'un empereur allemand.
Lors de leur mise en service, les cinq navires sont affectés à la Ire escadre de la flotte de ligne allemande, le bâtiment Kaiser Wilhelm II en devenant le navire amiral jusqu'en 1906. En 1907, du fait d'un manque de stabilité des navires, ils sont immobilisés pour y subir d'importants travaux : les cheminées et leur structure sont rabaissées, la superstructure est réduite, et les pièces d'artillerie secondaire sont remplacées par des canons plus légers. En 1914, lorsque la flotte allemande est réorganisée et qu'est créée la flotte de haute mer, ils sont remplacés par des cuirassés plus récents et sont rétrogradés en seconde ligne, dans la IIIe escadre de la Hochseeflotte. En 1916, n'étant plus compatibles avec les standards des navires de l'époque, ils sont retirés de la flotte et désarmés. Le Kaiser Wilhelm der Große est utilisé comme navire cible d'entrainement, le Kaiser Wilhelm II fait office de quartiers pour l'état-major, tandis que les autres cuirassés de la classe sont utilisés comme prisons flottantes. Ils seront tous démolis entre 1919 et 1922.
| Nom                          | Batterie principale | Déplacement | Propulsion                                                         | Service      | Service         | Service              |
| Nom                          | Batterie principale | Déplacement | Propulsion                                                         | Mis sur cale | Lancement       | Statut               |
| ---------------------------- | ------------------- | ----------- | ------------------------------------------------------------------ | ------------ | --------------- | -------------------- |
| SMS Kaiser Friedrich III     | 4 × 240 mm          | 11 785 t    | 3 hélices, machine à vapeur à triple expansion 17,3 kn (32,0 km/h) | 1895         | 7 octobre 1898  | Démantelé en 1920    |
| SMS Kaiser Wilhelm II        | 4 × 240 mm          | 11 785 t    | 3 hélices, machine à vapeur à triple expansion 17,6 kn (32,6 km/h) | 1896         | 13 février 1900 | Démantelé en 1922    |
| SMS Kaiser Wilhelm der Große | 4 × 240 mm          | 11 785 t    | 3 hélices, machine à vapeur à triple expansion 17,2 kn (31,9 km/h) | 1898         | 5 mai 1901      | Démantelé en 1920    |
| SMS Kaiser Karl der Große    | 4 × 240 mm          | 11 785 t    | 3 hélices, machine à vapeur à triple expansion 17,8 kn (33,0 km/h) | 1898         | 4 février 1902  | Démantelé en 1920    |
| SMS Kaiser Barbarossa        | 4 × 240 mm          | 11 785 t    | 3 hélices, machine à vapeur à triple expansion 17,8 kn (33,0 km/h) | 1898         | 10 juin 1901    | Démantelé en 1919–20 |

## ClasseBraunschweig

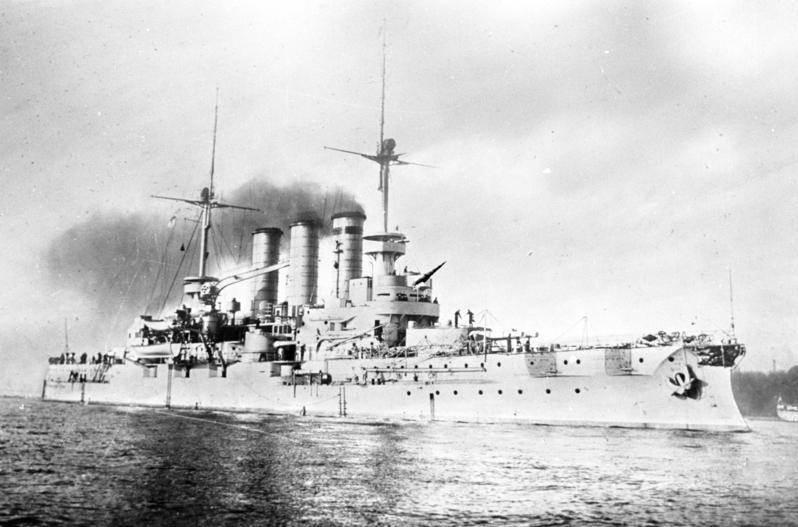
Un cuirassé de la classe Braunschweig

La classe Braunschweig, composée des cinq cuirassés Braunschweig, Elsaß, Hessen, Preußen, et Lothringen, constitue une évolution importante au regard des précédents navires de la Marine allemande. Leurs canons principaux, de 280 millimètres de diamètre, sont plus puissants même s'ils restent en deçà du standard de 12 pouces (300 mm) des pièces britanniques. Une des particularités de l'ensemble de ces navires est la position de leur batterie
principale avant, en position normale contrairement à celle des anciens bâtiments qui surplombait le pont avant, sur un pont de batterie dédié. Ils arborent également trois cheminées. Plus large que leurs prédécesseurs, leur puissance et leur vitesse est en nette augmentation, même si leur blindage reste sensiblement équivalent. Ils ont été construits dans le cadre des lois navales de 1900, également connues sous le nom de « Flottengesetze ».
Les cinq cuirassés de la classe Braunschweig ainsi que ceux de la classe Deutschland sont assignés à la IIe escadre de la flotte de haute mer de la marine allemande en 1907, année de sa création. Lors du déclenchement de la Première Guerre mondiale en 1914, quatre des cuirassés de la classe sont assignés à la IVe escadre de la flotte de haute mer, au côté des cuirassés de classe Wittelsbach. Le SMS Braunschweig et le SMS Elsaß prennent part, en 1915, à la bataille du Golfe de Riga. Le Hessen, assigné à la IIe escadre, participe quant à lui à la bataille du Jutland en 1916. Après la guerre, le Lothringen et le Preußen sont convertis en bâtiments de dépôt pour les dragueurs de mines. Ils sont démolis en 1931, partiellement pour le Preußen dont le reste servira de navire cible. Il sera coulé en 1945, et son épave sera démantelée en 1954. Les trois autres navires sont convertis en navires de défense côtière entre 1931 et 1935, deux d'entre eux étant retirés de la circulation et démantelés en 1936. Le SMS Hessen, seul rescapé, est converti en navire de contrôle à partir de 1935, fonction qu'il remplira jusqu'en 1945. Après la défaite de l'Allemagne, il est cédé à la marine soviétique et rebaptisé Tsel.
| Nom              | Batterie principale | Déplacement | Propulsion                                                         | Service      | Service           | Service                                                      |
| Nom              | Batterie principale | Déplacement | Propulsion                                                         | Mis sur cale | Lancement         | Statut                                                       |
| ---------------- | ------------------- | ----------- | ------------------------------------------------------------------ | ------------ | ----------------- | ------------------------------------------------------------ |
| SMS Braunschweig | 4 × 280 mm          | 14 394 t    | 3 hélices, machine à vapeur à triple expansion 18,7 kn (34,6 km/h) | 1901         | 15 octobre 1904   | Démantelé en 1931                                            |
| SMS Elsaß        | 4 × 280 mm          | 14 394 t    | 3 hélices, machine à vapeur à triple expansion 18,7 kn (34,6 km/h) | 1901         | 29 novembre 1904  | Démantelé en 1936                                            |
| SMS Hessen       | 4 × 280 mm          | 14 394 t    | 3 hélices, machine à vapeur à triple expansion 18,2 kn (33,7 km/h) | 1902         | 19 septembre 1905 | Cédé à l'URSS en 1945                                        |
| SMS Preußen      | 4 × 280 mm          | 14 394 t    | 3 hélices, machine à vapeur à triple expansion 18,5 kn (34,3 km/h) | 1902         | 12 juillet 1905   | Coulé par des bombardiers en 1945, repêché et démoli en 1954 |
| SMS Lothringen   | 4 × 280 mm          | 14 394 t    | 3 hélices, machine à vapeur à triple expansion 18,7 kn (34,6 km/h) | 1902         | 18 mai 1906       | Démantelé en 1931                                            |

## ClasseDeutschland

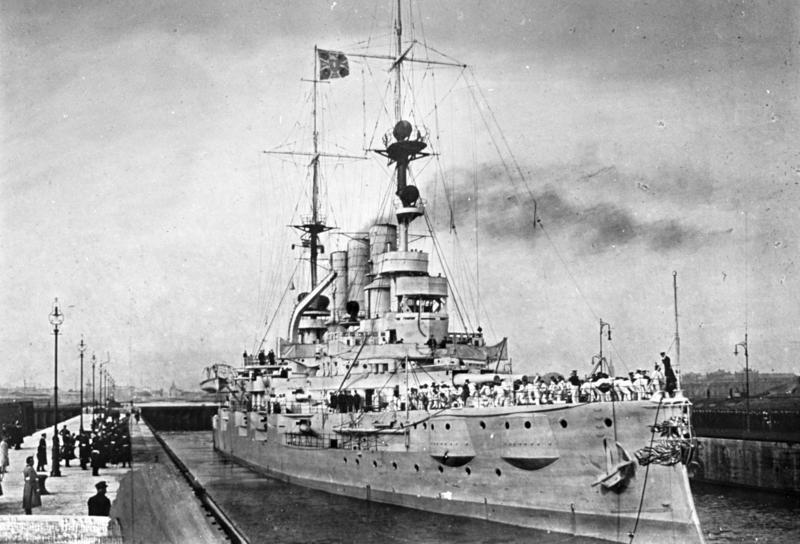
Le SMS Deutschland en 1912

Les cinq navires de la classe Deutschland, soit le Deutschland, le Hannover, le Pommern, le Schlesien et le Schleswig-Holstein, sont les derniers cuirassés de type pré-dreadnought construits par l'Allemagne. Ils sont similaires sur de nombreux points aux cuirassés de la classe Braunschweig, mais sont renforcés au niveau du blindage de certaines des parties du bateau. Leur construction est lancée en dépit des rumeurs qui circulaient sur les capacités d'un futur navire britannique révolutionnaire, le HMS Dreadnought. L'amiral von Tirpitz appuie leur construction, prétextant du fait que la construction de navires de guerre de plus grande envergure nécessiterait un réaménagement complet du canal Kaiser-Wilhelm, ce qui alourdirait le budget annuel dont disposait la Marine.
| Nom                    | Batterie principale | Déplacement | Propulsion                                                         | Service      | Service          | Service                                               |
| Nom                    | Batterie principale | Déplacement | Propulsion                                                         | Mis sur cale | Lancement        | Statut                                                |
| ---------------------- | ------------------- | ----------- | ------------------------------------------------------------------ | ------------ | ---------------- | ----------------------------------------------------- |
| SMS Deutschland        | 4 × 280 mm          | 14 218 t    | 3 hélices, machine à vapeur à triple expansion 18,6 kn (34,4 km/h) | 1903         | 3 août 1906      | Démoli en 1920–22                                     |
| SMS Hannover           | 4 × 280 mm          | 14 218 t    | 3 hélices, machine à vapeur à triple expansion 18,5 kn (34,3 km/h) | 1904         | 1er octobre 1907 | Démoli en 1944–46                                     |
| SMS Pommern            | 4 × 280 mm          | 14 218 t    | 3 hélices, machine à vapeur à triple expansion 18,7 kn (34,6 km/h) | 1904         | 6 août 1907      | Coulé lors de la Bataille du Jutland le 1er juin 1916 |
| SMS Schlesien          | 4 × 280 mm          | 14 218 t    | 3 hélices, machine à vapeur à triple expansion 18,5 kn (34,3 km/h) | 1904         | 5 mai 1908       | Sabordé le 5 mai 1945, démoli entre 1949 et 1970      |
| SMS Schleswig-Holstein | 4 × 280 mm          | 14 218 t    | 3 hélices, machine à vapeur à triple expansion 19,1 kn (35,4 km/h) | 1905         | 6 juillet 1908   | Sabordé le 21er mars 1945, repêché et cédé à l'URSS   |

## ClasseNassau

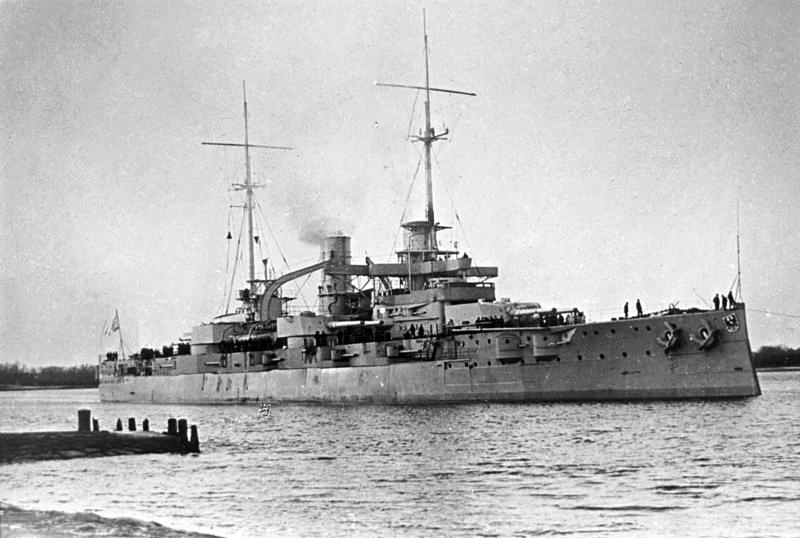
Le SMS Rheinland en 1910

La classe Nassau, composée des navires Nassau, Westfalen, Rheinland et Posen, est la réponse de l'Allemagne à l'arrivée en 1906 du HMS Dreadnought britannique, cuirassé révolutionnaire pour l'époque et premier cuirassé de l'histoire dit mono-calibre. La configuration de l'artillerie principale des quatre navires de la classe Nassau est unique en son genre : hexagonale, elle est composée de six tourelles, dont quatre tourelles centrales, une tourelle à l'avant et une tourelle à l'arrière. Au niveau de la propulsion, même s'ils disposent de chaudières à triple expansion, ils demeurent plus lents que leurs concurrents britanniques.
Lors de leur mise en service au sein de la flotte militaire allemande, les quatre cuirassés sont assignés à la deuxième division de la Ire escadre de bataille. Deux des navires, le Nassau et le Posen, prennent part à la bataille du Golfe de Riga en 1915, durant laquelle ils attaquent le cuirassé russe pré-dreadnought Slava. Les quatre cuirassés participent à la bataille du Jutland le 31 mai et le 1er juin 1916, et ne subissent lors de cette bataille que des dommages légers. Au début de l'année 1928, le Rheinland et le Westfalen sont envoyés en Finlande pour venir en aide aux gardes blanches durant la guerre civile finlandaise. Le Rheinland heurte un récif au large de l'archipel Åland et est lourdement endommagé. À la fin de la guerre, les quatre navires sont cédés aux vainqueurs alliés et sont démolis entre 1920 et 1924.
| Nom           | Batterie principale | Déplacement | Propulsion                                                         | Service      | Service          | Service                     |
| Nom           | Batterie principale | Déplacement | Propulsion                                                         | Mis sur cale | Lancement        | Statut                      |
| ------------- | ------------------- | ----------- | ------------------------------------------------------------------ | ------------ | ---------------- | --------------------------- |
| SMS Nassau    | 12 × 280 mm         | 20 535 t    | 3 hélices, machine à vapeur à triple expansion 20 kn (37 km/h)     | 1907         | 1er octobre 1909 | Démoli en 1920 à Dordrecht  |
| SMS Westfalen | 12 × 280 mm         | 20 535 t    | 3 hélices, machine à vapeur à triple expansion 20,2 kn (37,4 km/h) | 1907         | 16 novembre 1909 | Démoli en 1924 à Birkenhead |
| SMS Rheinland | 12 × 280 mm         | 20 535 t    | 3 hélices, machine à vapeur à triple expansion 20 kn (37 km/h)     | 1907         | 30 avril 1910    | Démoli en 1921 à Dordrecht  |
| SMS Posen     | 12 × 280 mm         | 20 535 t    | 3 hélices, machine à vapeur à triple expansion 20 kn (37 km/h)     | 1907         | 31er mai 1910    | Démoli en 1922 à Dordrecht  |

## ClasseHelgoland

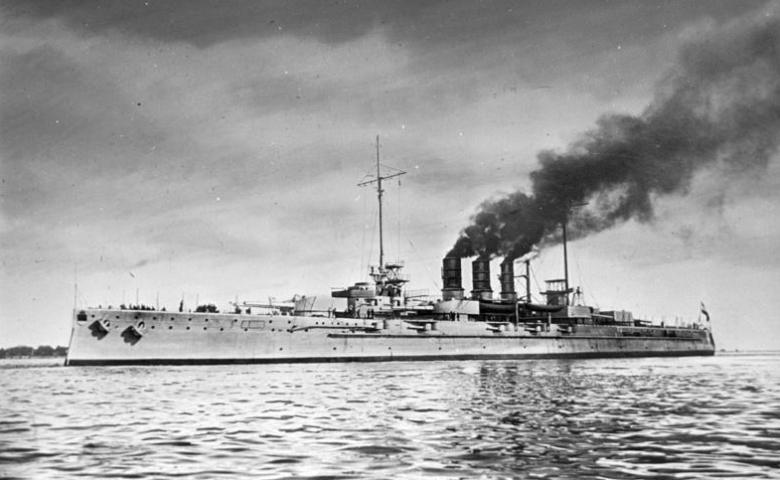
Le SMS Helgoland

La classe Helgoland est la deuxième classe de cuirassés de type dreadnought construits par l'Allemagne. La classe est composée de quatre navires : Le Helgoland, le Oldenburg, le Ostfriesland et le Thüringen, achevés entre 1908 et 1912. Ils comportent des modifications significatives par rapport à la première génération de dreadnoughts allemands : Même s'ils gardent certains éléments de la classe Nassau comme la disposition hexagonale de leur artillerie principale, les navires de la classe Helgoland sont équipés de canons plus puissants et plus en adéquation par rapport aux standards de l'époque pour ce type de navire, et leur système de propulsion est amélioré. La classe Helgoland est facilement reconnaissable par rapport à la classe Nassau car ses navires comportent trois cheminées au lieu des deux que comportaient la classe précédente.
Les quatre cuirassés ont formé une unité au sein de la première division de la première escadre de bataille de la marine allemande. Ils ont combattu durant la Première Guerre mondiale, notamment durant la bataille du Jutland en Mer du Nord et la bataille du golfe de Riga dans la Mer Baltique.
| Nom              | Batterie principale | Déplacement | Propulsion                                                         | Service      | Service           | Service                                                     |
| Nom              | Batterie principale | Déplacement | Propulsion                                                         | Mis sur cale | Lancement         | Statut                                                      |
| ---------------- | ------------------- | ----------- | ------------------------------------------------------------------ | ------------ | ----------------- | ----------------------------------------------------------- |
| SMS Helgoland    | 12 × 305 mm         | 24 700 t    | 3 hélices, machine à vapeur à triple expansion 20,8 kn (38,5 km/h) | 1908         | 23 août 1911      | Démoli en 1921                                              |
| SMS Ostfriesland | 12 × 305 mm         | 24 700 t    | 3 hélices, machine à vapeur à triple expansion 21,2 kn (39,3 km/h) | 1908         | 1er août 1911     | Utilisé comme navire cible par la Marine américaine en 1921 |
| SMS Thüringen    | 12 × 305 mm         | 24 700 t    | 3 hélices, machine à vapeur à triple expansion 21 kn (39 km/h)     | 1908         | 10 septembre 1911 | Démoli entre 1923 et 1933                                   |
| SMS Oldenburg    | 12 × 305 mm         | 24 700 t    | 3 hélices, machine à vapeur à triple expansion 21,3 kn (39,4 km/h) | 1909         | 1er mai 1912      | Démoli en 1921                                              |

## ClasseKaiser

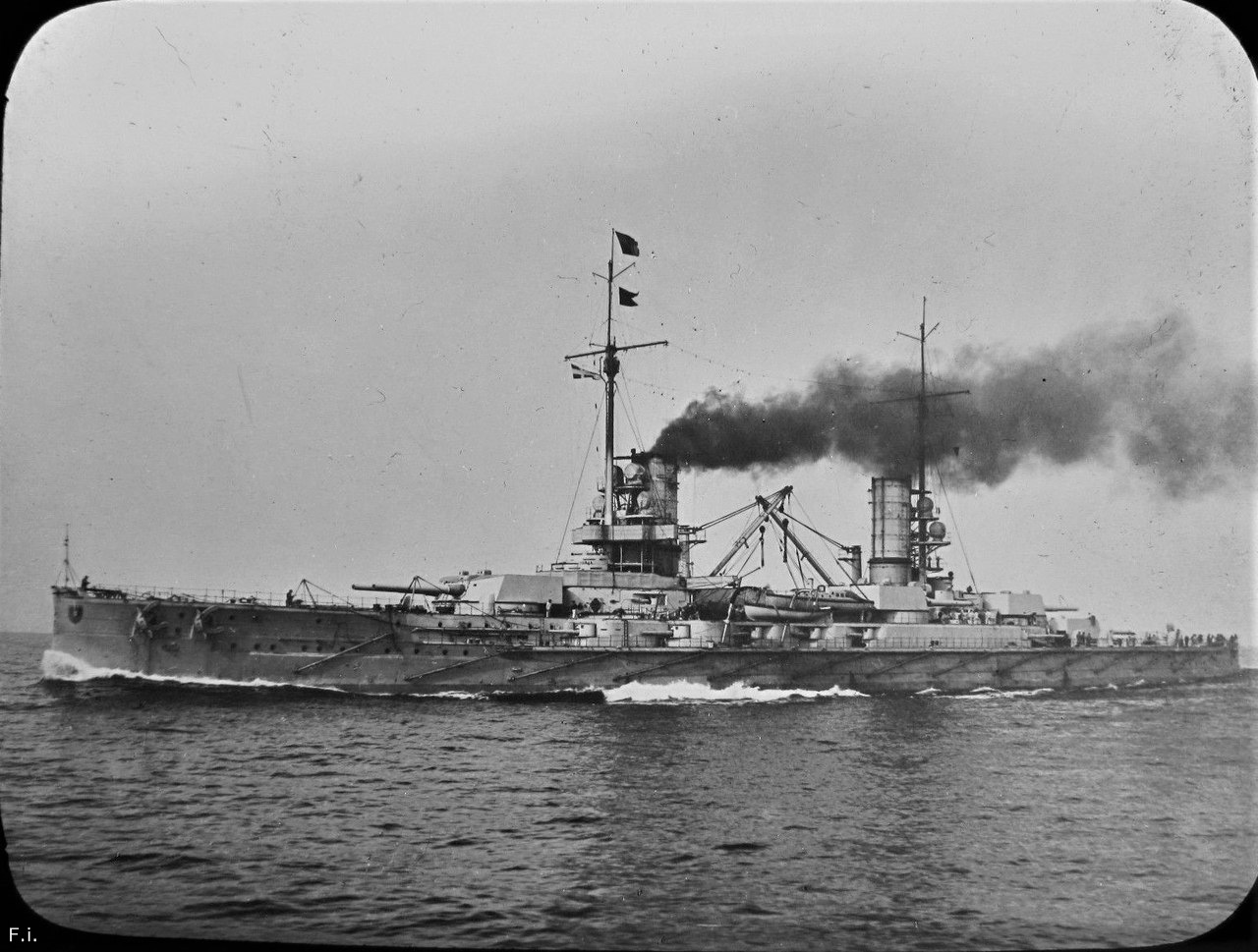
Le SMS Kaiser, en 1913

La classe Kaiser, composée des cuirassés Kaiser, Friedrich der Große, Kaiserin, Prinzregent Luitpold et König Albert, est la troisième classe de dreadnoughts construits par l'Allemagne, et la première classe de dreadnoughts allemands à être propulsé par des turbines à vapeur en lieu et place des traditionnelles et obsolètes machines à vapeur qui équipaient jusqu'ici les cuirassés allemands. L'artillerie principale qui équipe les cuirassés est, à l'image des précédentes classes de cuirassés allemands, composée de canons d'un calibre inférieur à leurs homologues britanniques ; ainsi, les cuirassés de la classe Kaiser sont équipés de canons de 12 pouces (305 mm), contre 13,5 pouces (343 mm) pour les cuirassés britanniques de la classe Orion. Les dix canons de 305 mm SK L/50 sont répartis en cinq tourelles de deux ; une tourelle est placée à l'avant, deux tourelles superposées à l'arrière, et les deux tourelles latérales sont placées de manière asymétrique.
Les cinq navires, au sein de la VIe division de la IIIe escadre de bataille de la flotte de haute mer, et avec, pour navire amiral, le Friedrich der Grosse, ont participé à des opérations navales dans la Mer du Nord durant la Première Guerre mondiale(Tarrant 1995, p. 286). Ils ont participé à la bataille du Jutland à l'exception du König Albert(Tarrant 1995, p. 62). Sur les quatre cuirassés qui ont pris part à la bataille, seul le Kaiser est endommagé, touché par deux bombes de gros calibre(Tarrant 1995, p. 296). Les cinq cuirassés prennent également part, au sein de la IVe escadre de bataille et sous le commandement du vice-amiral Wilhelm Souchon, à l'opération Albion dans la Mer Baltique. À la fin de la guerre, les cinq bâtiments sont saisis par les Britanniques et sont déplacés à la base navale de Scapa Flow. Le 21er juin 1919, les navires sont sabordés pour éviter qu'ils ne soient saisis et utilisés par la Royal Navy. Les navires sont en partie remontés et démolis entre 1929 et 1937.
| Nom                      | Batterie principale | Déplacement | Propulsion                                       | Service      | Service           | Service                                                                       |
| Nom                      | Batterie principale | Déplacement | Propulsion                                       | Mis sur cale | Lancement         | Statut                                                                        |
| ------------------------ | ------------------- | ----------- | ------------------------------------------------ | ------------ | ----------------- | ----------------------------------------------------------------------------- |
| SMS Kaiser               | 10 × 305 mm         | 27 000 t    | 3 hélices, turbines à vapeur 23,4 kn (43,3 km/h) | 1909         | 1er août 1912     | Coulé lors du sabordage de la flotte allemande à Scapa Flow le 21er juin 1919 |
| SMS Friedrich der Große  | 10 × 305 mm         | 27 000 t    | 3 hélices, turbines à vapeur 22,4 kn (41,5 km/h) | 1910         | 15 octobre 1912   | Coulé lors du sabordage de la flotte allemande à Scapa Flow le 21er juin 1919 |
| SMS Kaiserin             | 10 × 305 mm         | 27 000 t    | 3 hélices, turbines à vapeur 22,1 kn (40,9 km/h) | 1910         | 14 mai 1913       | Coulé lors du sabordage de la flotte allemande à Scapa Flow le 21er juin 1919 |
| SMS Prinzregent Luitpold | 10 × 305 mm         | 27 000 t    | 3 hélices, turbines à vapeur 21,7 kn (40,2 km/h) | 1910         | 19 août 1913      | Coulé lors du sabordage de la flotte allemande à Scapa Flow le 21er juin 1919 |
| SMS König Albert         | 10 × 305 mm         | 27 000 t    | 3 hélices, turbines à vapeur 22,1 kn (40,9 km/h) | 1910         | 31er juillet 1913 | Coulé lors du sabordage de la flotte allemande à Scapa Flow le 21er juin 1919 |

## ClasseKönig

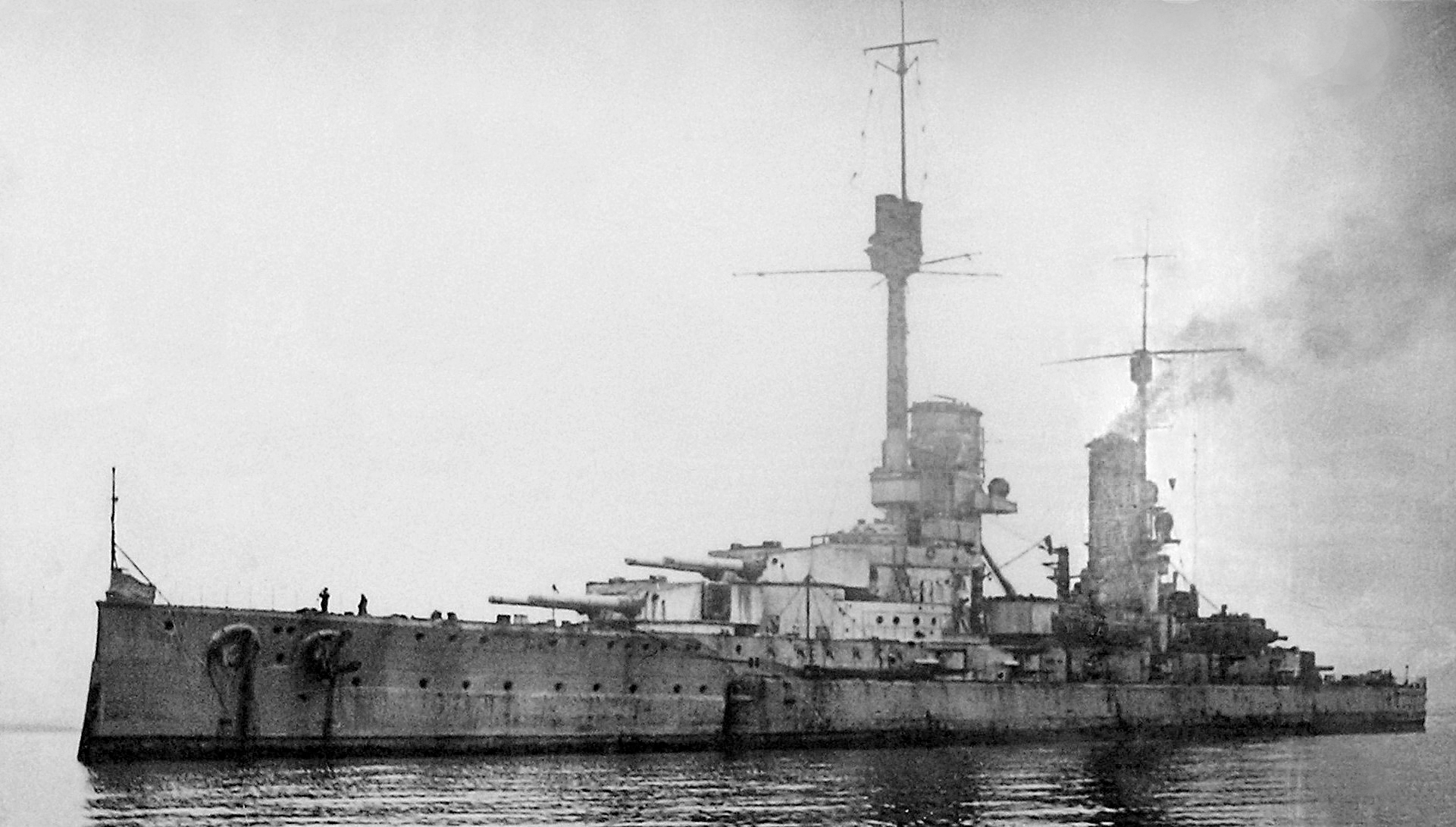
Le SMS Kronprinz à Scapa Flow, en 1919

Les cuirassés de la classe König, constituée des SMS König, Großer Kurfürst, Markgraf et Kronprinz, sont les navires de guerre les plus puissants que l'Allemagne ait compté à l'aube de la Première Guerre mondiale dans sa flotte de haute mer. La classe König est une version améliorée de la classe Kaiser, la précédente série de cuirassés construits par l'Allemagne.
Les quatre navires ont constitué durant la Première Guerre mondiale la Ve division de la 3e escadre de bataille de la marine allemande(Tarrant 1995, p. 286). Ils ont participé à différentes opérations durant la guerre, dont la bataille du Jutland durant laquelle ils ont constitué l'avant-poste de la ligne de bataille allemande. Les cuirassés ont également pris part à l'opération Albion contre la Russie en 1917, au cours de laquelle le SMS König coula le cuirassé russe Slava. Aucun des quatre navires n'a été coulé durant le conflit mondial ; ils furent donc, après la défaite allemande, consignés dans la baie de Scapa Flow comme la plupart des bâtiments de guerre allemands. Craignant que la flotte internée à Scapa Flow ne soit partagée entre les puissances alliées, les navires furent sabordés le 21er juin 1919.
| Nom                 | Batterie principale | Déplacement | Propulsion                                       | Service      | Service          | Service                                                                       |
| Nom                 | Batterie principale | Déplacement | Propulsion                                       | Mis sur cale | Lancement        | Statut                                                                        |
| ------------------- | ------------------- | ----------- | ------------------------------------------------ | ------------ | ---------------- | ----------------------------------------------------------------------------- |
| SMS König           | 10 × 305 mm         | 28 600 t    | 3 hélices, turbines à vapeur 21 kn (39 km/h)     | 1911         | 9 août 1913      | Coulé lors du sabordage de la flotte allemande à Scapa Flow le 21er juin 1919 |
| SMS Großer Kurfürst | 10 × 305 mm         | 28 600 t    | 3 hélices, turbines à vapeur 21,2 kn (39,3 km/h) | 1911         | 30 juillet 1914  | Coulé lors du sabordage de la flotte allemande à Scapa Flow le 21er juin 1919 |
| SMS Markgraf        | 10 × 305 mm         | 28 600 t    | 3 hélices, turbines à vapeur 21 kn (39 km/h)     | 1911         | 1er octobre 1914 | Coulé lors du sabordage de la flotte allemande à Scapa Flow le 21er juin 1919 |
| SMS Kronprinz       | 10 × 305 mm         | 28 600 t    | 3 hélices, turbines à vapeur 21,3 kn (39,4 km/h) | 1912         | 8 novembre 1914  | Coulé lors du sabordage de la flotte allemande à Scapa Flow le 21er juin 1919 |

## ClasseBayern

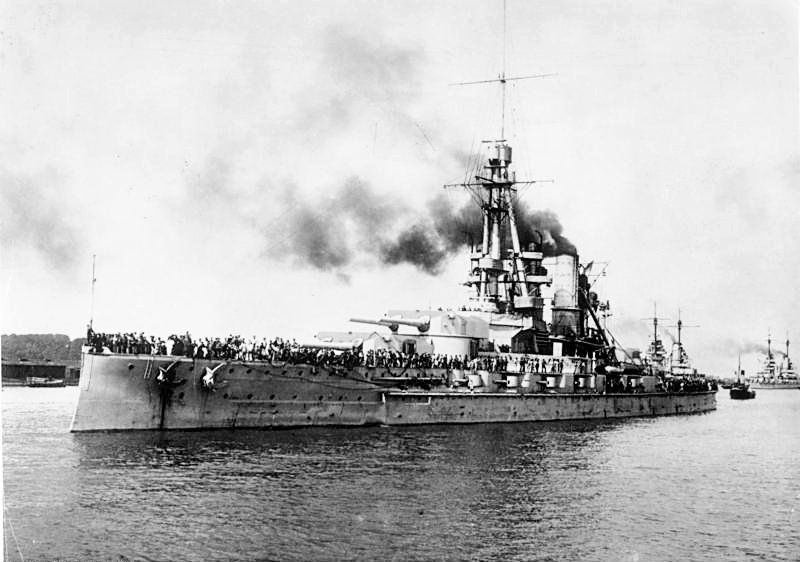
Le SMS Bayern en 1915

Les bâtiments de la classe Bayern sont les premiers cuirassés de type super-dreadnought construits par la Marine allemande. La classe est composée de quatre navires que sont le SMS Bayern, le SMS Baden, le SMS Sachsen et le Württemberg. Leur construction débute peu de temps avant le déclenchement de la Première Guerre mondiale : Le Baden est mis sur cale en 1913, le Bayern et le Sachsen sont mis sur cale en 1914, le Württemberg, dernier bateau de la classe, est quant à lui mis sur cale en 1915. Seuls le Baden et le Bayern seront achevés ; les priorités stratégiques militaires allemandes privilégiant la construction de U-Boot jugés plus rentables et plus appropriés au conflit naval, la construction des deux derniers cuirassés sera abandonnée. En conséquence, le SMS Bayern et le SMS Baden sont les deux derniers cuirassés construits par la Kaiserliche Marine.
| Nom             | Batterie principale | Déplacement | Propulsion                                   | Service      | Service         | Service                                                                       |
| Nom             | Batterie principale | Déplacement | Propulsion                                   | Mis sur cale | Lancement       | Statut                                                                        |
| --------------- | ------------------- | ----------- | -------------------------------------------- | ------------ | --------------- | ----------------------------------------------------------------------------- |
| SMS Bayern      | 8 × 380 mm          | 32 200 t    | 3 hélices, turbines à vapeur 22 kn (41 km/h) | 1914         | 15 juillet 1916 | Coulé lors du sabordage de la flotte allemande à Scapa Flow le 21er juin 1919 |
| SMS Baden       | 8 × 380 mm          | 32 200 t    | 3 hélices, turbines à vapeur 21 kn (39 km/h) | 1913         | 18 octobre 1916 | Cédé au Royaume-Uni en 1921, qui l'utilise ensuite comme navire cible         |
| SMS Württemberg | 8 × 380 mm          | 32 500 t    | 3 hélices, turbines à vapeur 22 kn (41 km/h) | 1915         | —               | Construction avortée, démoli en 1921                                          |
| SMS Sachsen     | 8 × 380 mm          | 32 500 t    | 3 hélices, turbines à vapeur 22 kn (41 km/h) | 1914         | —               | Construction avortée, démoli en 1922                                          |

## ClasseScharnhorst

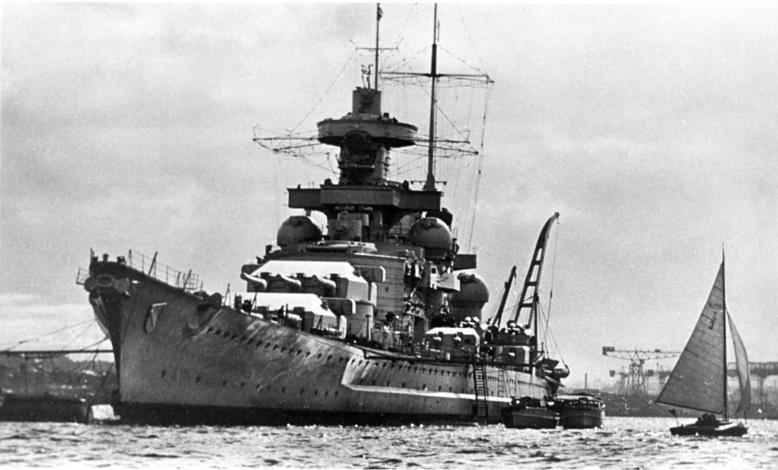
Le Scharnhorst

Les deux cuirassés de la classe Scharnhorst sont les premiers bateaux d'envergure fabriqués pour la Kriegsmarine depuis la fin de la Première Guerre mondiale. Ils marquent le début du réarmement naval de l'Allemagne après le Traité de Versailles qui limitait drastiquement ses capacités militaires. La classe Scharnhorst comprend deux bâtiments, le Scharnhorst et le Gneisenau, dont l'armement est constitué de neuf canons de 280 mm en trois tourelles triples, certains plans prévoyant de les armer de six canons de 380 mm en deux tourelles triples.
Les deux navires sont mis sur cale en 1935, lancés en 1936, et incorporés à la flotte de guerre allemande au début de l'année 1939. Le Scharnhorst et le Gneisenau ont conjointement participé à des opérations au début de la Seconde Guerre mondiale, notamment dans l'Océan Atlantique contre des navires de marchandises britanniques. Ils ont également pris part à l'invasion de la Norvège, connue sous le nom d'opération Weserübung. Durant cette opération, les deux bâtiments affrontent le croiseur de bataille britannique HMS Renown, et parviennent à couler le porte-avions Glorious. Le 12 février 1942, lors de l'opération Cerberus, le Scharnhorst, le Gneisenau et le croiseur lourd Prinz Eugen forcent le passage du Pas-de-Calais et franchissent la Manche en plein jour dans le but de rejoindre la Norvège.
| Nom         | Batterie principale | Déplacement | Propulsion                                       | Service      | Service        | Service                                                             |
| Nom         | Batterie principale | Déplacement | Propulsion                                       | Mis sur cale | Lancement      | Statut                                                              |
| ----------- | ------------------- | ----------- | ------------------------------------------------ | ------------ | -------------- | ------------------------------------------------------------------- |
| Scharnhorst | 9 × 280 mm          | 38 700 t    | 3 hélices, turbines à vapeur 31,5 kn (58,3 km/h) | 1935         | 7 janvier 1939 | Coulé lors de la bataille du cap Nord le 26 décembre 1943           |
| Gneisenau   | 9 × 280 mm          | 38 700 t    | 3 hélices, turbines à vapeur 31,2 kn (57,8 km/h) | 1935         | 21er mai 1938  | Coulé dans le port de Gotenhafen en 1945, repêché et démoli en 1951 |

## ClasseBismarck

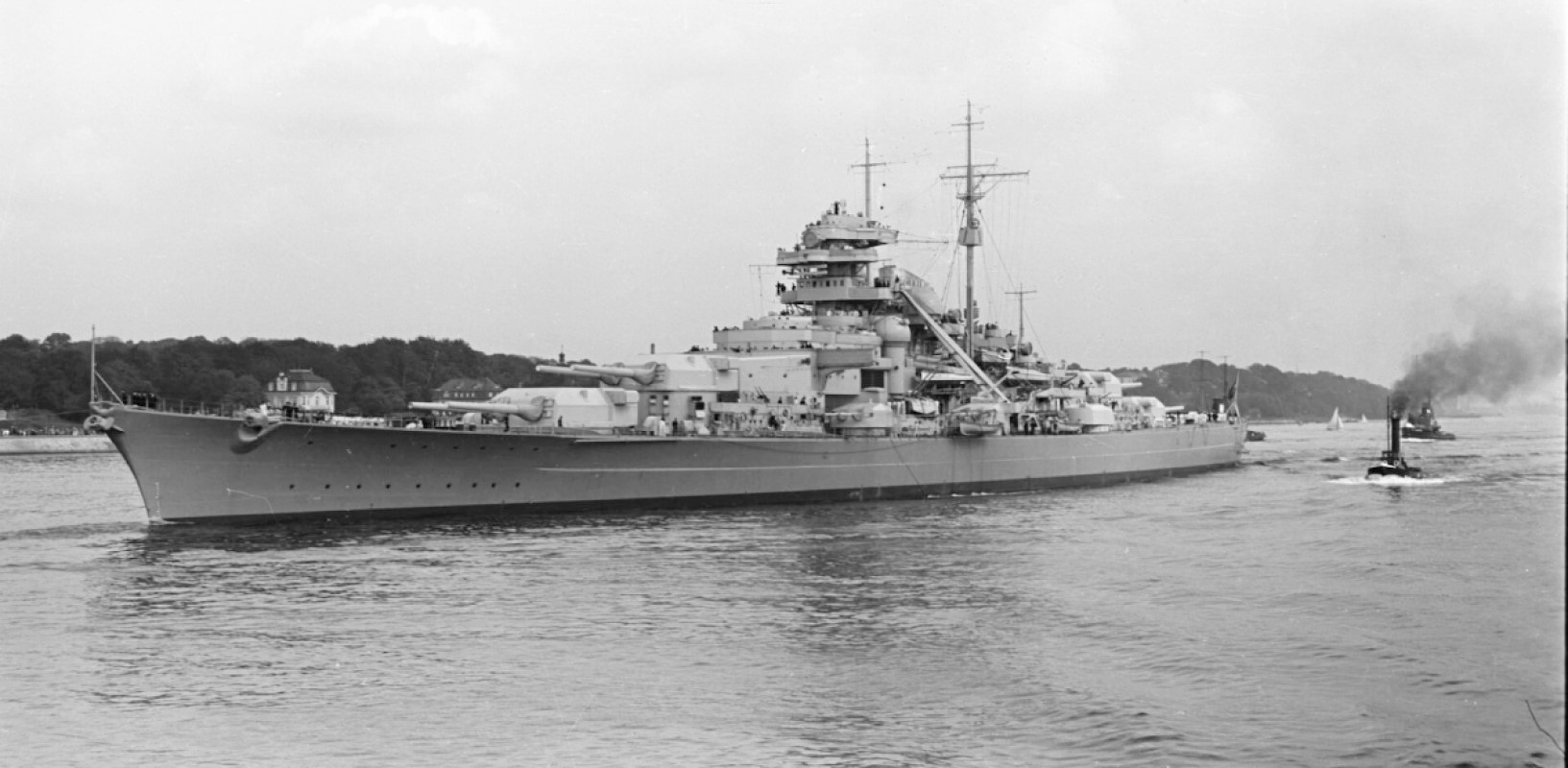
Le Bismarck en 1940, le télépointeur au sommet de la tour avant n'est pas encore installé

Les bâtiments de la classe Bismarck sont les cuirassés les plus importants et les plus puissants que l'Allemagne ait jamais construits, et constituent les plus grands cuirassés à flot qu'ait compté l'Europe. Leur construction a été possible à la suite de la ratification du traité naval germano-britannique de 1935, qui libérait l'Allemagne des clauses du Traité de Versailles et lui permettait de développer sa marine de manière significative à un tonnage inférieur ou égal à 35 % de celui de la marine britannique. Selon les termes de ce traité, l'Allemagne disposait d'une marge de 36 000 tonnes par cuirassé construit, limite qu'elle dépasse de 15 000 tonnes pour chacun de ces navires. Ces cuirassés ont été construits pour contrer de nouveaux cuirassés français, de classe Richelieu, alors en construction.
Les deux navires que compte cette classe ont participé à des combats durant la Seconde Guerre mondiale. Le Bismarck fut déployé en mai 1941 au côté du croiseur Prinz Eugen dans une opération dans l'Océan Atlantique. Durant cette opération, le Bismarck parvient à couler le vieux croiseur de bataille HMS Hood, fleuron de la flotte britannique, et a endommagé le trop récent HMS Prince of Wales, forçant celui-ci à se replier. Toutes les forces navales britanniques disponibles sont alors mobilisées dans le but de détruire le Bismark. Plusieurs jours plus tard, une opération aéronavale britannique composée de Fairey Swordfish parvient à toucher le Bismarck, les dégâts empêchant le bâtiment de manœuvrer. Le 27 mai, à la suite des importants dégâts qu'il a subis des HMS King George V et Rodney, il semble que le commandement du Bismarck a décidé de saborder le bateau, après qu'un message fut transmis à l'amirauté allemande.
Le Tirpitz eut une activité beaucoup moins importante que le Bismarck. Il ne fut jamais envoyé dans l'Océan Atlantique, et demeura la majeure partie de son existence en Norvège, adoptant la tactique de la « Fleet in being[réf. nécessaire] ». La Royal Navy britannique a tenté de le couler au moyen de sous-marin, mais ses efforts furent vains. En novembre 1944, des bombardiers Lancaster de la Royal Air Force touchent le navire à trois reprises au moyen de bombes Barnes Wallis perforantes de 5 tonnes, ce qui le fit chavirer et couler. Du fait de la faible profondeur du lieu où il échoua, il fut désossé entre 1948 et 1957.
| Nom      | Batterie principale | Déplacement | Propulsion                                       | Service      | Service         | Service                                                 |
| Nom      | Batterie principale | Déplacement | Propulsion                                       | Mis sur cale | Lancement       | Statut                                                  |
| -------- | ------------------- | ----------- | ------------------------------------------------ | ------------ | --------------- | ------------------------------------------------------- |
| Bismarck | 8 × 380 mm          | 50 300 t    | 3 hélices, turbines à vapeur 30 kn (56 km/h)     | 1936         | 28 avril 1940   | Coulé le 27 mai 1941                                    |
| Tirpitz  | 8 × 380 mm          | 52 600 t    | 3 hélices, turbines à vapeur 30,8 kn (57,0 km/h) | 1936         | 25 février 1941 | Coulé le 12 novembre 1944, démantelé entre 1948 et 1957 |

## Classe H
La classe H est un projet avorté d'une série de cuirassés élaboré à la fin des années 1930 dans le cadre d'un plan de réarmement de l'Allemagne, connu sous le nom de Plan Z. Le premier volet de ce projet prévoyait notamment la construction de six cuirassés « H-39 », qui auraient constitué une version agrandie de la classe Bismarck équipés de canons de 406 mm (16 pouces). La série « H-40 » est une version améliorée de la série « H-39 », dont l'artillerie principale aurait été composée de huit canons de 420 mm (17 pouces). Deux plans ultérieurs, connus sous les noms de code « H-42 » et « H-43 », prévoyaient la construction de cuirassés équipés de canons de 480 mm (19 pouces). Enfin, une super-classe de cuirassés, connue sous le code « H-44 », aurait été équipée de canons de 508 mm (20 pouces). En raison du déclenchement de la guerre en 1939, aucun de ces navires n'a été construit. Seuls deux navires de type « H-39 » sont mis sur cale, mais les travaux sont rapidement abandonnés et les navires en construction sont démantelés.
| Nom  | Batterie principale | Déplacement | Propulsion                                | Service      | Service   | Service                                  |
| Nom  | Batterie principale | Déplacement | Propulsion                                | Mis sur cale | Lancement | Statut                                   |
| ---- | ------------------- | ----------- | ----------------------------------------- | ------------ | --------- | ---------------------------------------- |
| H-39 | 8 × 406 mm          | 63 600 t    | 3 hélices, moteurs diesel 30 kn (56 km/h) | 1939         | —         | Annulé le 30 septembre 1939 et démantelé |
| H-41 | 8 × 420 mm          | 76 003 t    | 3 hélices, moteurs diesel 30 kn (56 km/h) | —            | —         | —                                        |
| H-42 | 8 × 480 mm          | 98 104 t    | Inconnue                                  | —            | —         | —                                        |
| H-43 | 8 × 480 mm          | 120 010 t   | Inconnue                                  | —            | —         | —                                        |
| H-44 | 8 × 508 mm          | 141 507 t   | Inconnue                                  | —            | —         | —                                        |